# Porcostoma dentata
Porcostoma dentata — вид окунеподібних риб родини Спарові (Sparidae). Це морський, субтропічний вид, що мешкає на коралових рифах на глибині до 120 м. Зустрічається на заході Індійського океану біля берегів Мозамбіку. Тіло завдовжки до 36 см.